# 联邦移民局
联邦移民局（俄語：Федеральная миграционная служба, ФМС России）是俄罗斯的联邦执法机构，成立于1992年6月14日。該局负责实施該國的移民政策移民。联邦移民局负责签发俄罗斯护照、居民登记以及出入境管制。聯邦移民局总部位于莫斯科，局长由俄罗斯总理任命。2016年4月5日，联邦移民局被撤銷，其职能和权力移交给俄罗斯联邦内务部下属的移民事务总局。